# ذات الرئة بالمتكيسة الجؤجؤية
الالتهاب الرئوي بالمتكيسة الجؤجؤية أو ذات الرئة بالمتكيسة الجؤجؤية (بالإنجليزية: Pneumocystis jirovecii pneumonia) هو أحد أنواع ذات الرئة سببه خميرة شبيهة بالفطر اسمها المتكيسة الرئوية الجؤجؤية.
الالتهاب الرئوي بالمتكيسة الجؤجؤية غير شائع عند الأصحاء، لكنه يحدث عن طريق عدوى انتهازية، فتسبب عدوى الرئة عند المرضى الذين يشكون من نقص المناعة. يظهر الالتهاب الرئوي بالمتكيسة الجؤجؤية عند مرضى السرطان الذين يتلقون علاجا كيميائيا والمصابين بمتلازمة العوز المناعي المكتسب والذين يستخدمون أدوية تثبط المناعة.

## الأعراض والعلامات
يمكن أن تتطور الأعراض والعلامات على مدى عدة أيام أو أسابيع، وقد تتضمن: ضيق النفس أو صعوبة التنفس (ذات البدء التدريجي) إضافة إلى السعال الجاف (غير المنتج للقشع) والحمى ونقص الوزن والتعرق الليلي والارتعاش (العرواءات) والوهن العام. بشكل غير شائع، قد تتطور العدوى لتشمل أعضاء حشوية أخرى (مثل الكبد والطحال والكليتين).
- السعال: عادة ما يكون يكون جافًا أو غير منج للقشع لأن القشع يصبح سميكًا لدرجة لا تسمح له بالخروج مع السعال. يميز السعال الجاف ذات الرئة بالمتكيسة الجؤجؤية عن ذات الرئة النموذجية.

### الاختلاطات
يعتبر استرواح الصدر اختلاطًا شائعًا لذات الرئة بالمتكيسة الجؤجؤية. إضافة إلى ذلك، قد تتطور حالة مرضية مشابهة لمتلازمة الضائقة التنفسية الحادة (آردس) لدى المصابين بذات الرئة الشديدة بالمتكيسة الجؤجؤية، كما قد يحتاج هؤلاء المرضى إلى التنبيب الرغامي.

## الفيزيولوجيا المرضية
تزداد خطورة الإصابة بذات الرئة بالمتكيسة الجؤجؤية عندما ينخفض عدد الخلايا اللمفاوية تي المساعدة إيجابية سي دي 4 عن 200 خلية في الميكرولتر. في هؤلاء المرضى المثبطين مناعيًا، تختلف تظاهرات العدوى إلى حد كبير. يهاجم المرض النسيج الخلالي الليفي في الرئتين ويؤدي إلى ثخانة واضحة في أغشية الأسناخ الرئوية والأسناخ بحد ذاتها، مؤديًا إلى نقص أكسجة واضح، والذي قد يكون مميتًا إذا لم يعالج بشكل هجومي. في هذه الحالة، ترتفع مستويات الإنزيم النازع لهيدروجين اللاكتات وينخفض التبادل الغازي. تنخفض قدرة الأكسجين على الانتشار إلى الدم ما يؤدي إلى نقص الأكسجة الذي، بالإضافة إلى ارتفاع مستوى غاز ثنائي أكسيد الكربون في الدم الشرياني، يحرض فرط التهوية مؤديًا إلى الزلة التنفسية.[بحاجة لمصدر]

## التشخيص
يمكن تأكيد التشخيص من خلال المظهر الوصفي على صورة الصدر البسيطة بأشعة إكس والضغط الجزئي للأكسجين في الدم الشرياني الذي يكون أخفض من المتوقع تبعًا للأعراض بشكل غريب. يعتبر المسح بالغاليوم 67 مفيدًا في التشخيص. يبدي المسح موجودات غير طبيعية في 90% من الحالات وعادة ما يكون إيجابيًا قبل أن تصبح صورة الصدر البسيطة بأشعة إكس غير طبيعية. تظهر صورة الصدر البسيطة عادة ارتشاحات رئوية منتشرة. قد يظهر التصوير المقطعي المحوسب كيسات رئوية (لا يجب الخلط بينها وبين الأشكال الكيسية للعامل الممرض).
يمكن تأكيد التشخيص بشكل حاسم من خلال التعرف النسيجي على العامل الممرض في القشع أو الغسالة القصبية السنخية (غسالة الرئة). يظهر التلوين بأزرق التولويدين أو لطاخة الفضة أو لطاخة شيف الحمضية الدورية أو التألق المناعي الكيسات الوصفية. تشبه الكيسات كرات بينغ بونغ مسحوقة سوية وتوجد في مجموعات تشمل من اثنتين إلى ثمان كيسات (لا يجب الخلط بينها وبين النوسجات أو المستخفيات، والتي لا تشكل عادة مجموعات من الأبواغ أو الخلايا). يمكن أن تظهر حزعة الرئة تسمك أغشية الأسناخ والنتحة الرغوية التي تساهم في اضطراب سعة الانتشار الغازي المميزة لهذا النوع من ذات الرئة.
يمكن تشخيص ذات الرئة بالمتكيسة الجؤجؤية من خلال التألق المناعي أو التلوين النسيجي الكيميائي للعينات، كما دخل حديثًا التحليل الجزيئي لنتائج تفاعل البوليمراز المتسلسل (بي سي آر) لمقارنة عينات الحمض النووي. من الجدير بالذكر أن مجرد الكشف الجزيئي عن المتكيسة الجؤجؤية في سوائل الرئة لا يعني بالضرورة أن الشخص مصاب بذات الرئة الناتجة عنها أو بفيروس العوز المناعي البشري. يبدو أن الفطر يمكن أن يوجد لدى الأشخاص الطبيعيين بين مجموع السكان.

## معرض صور

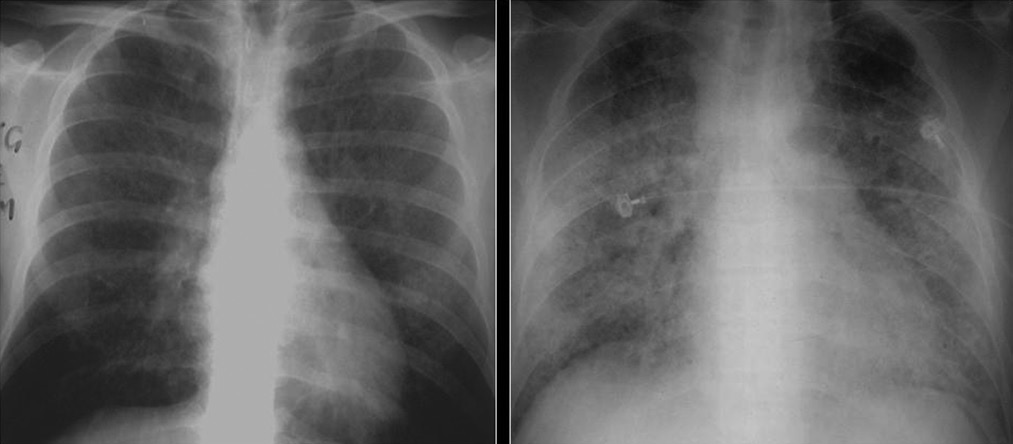
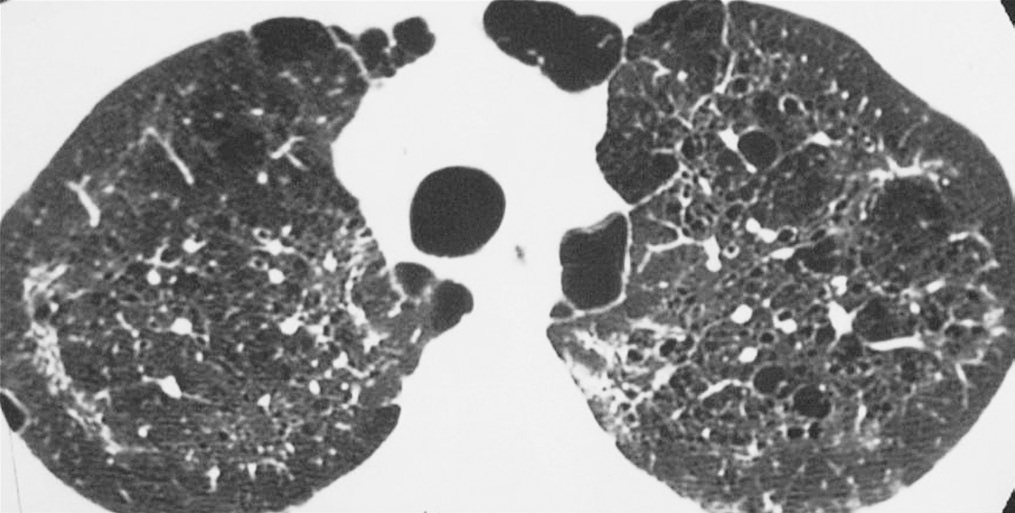
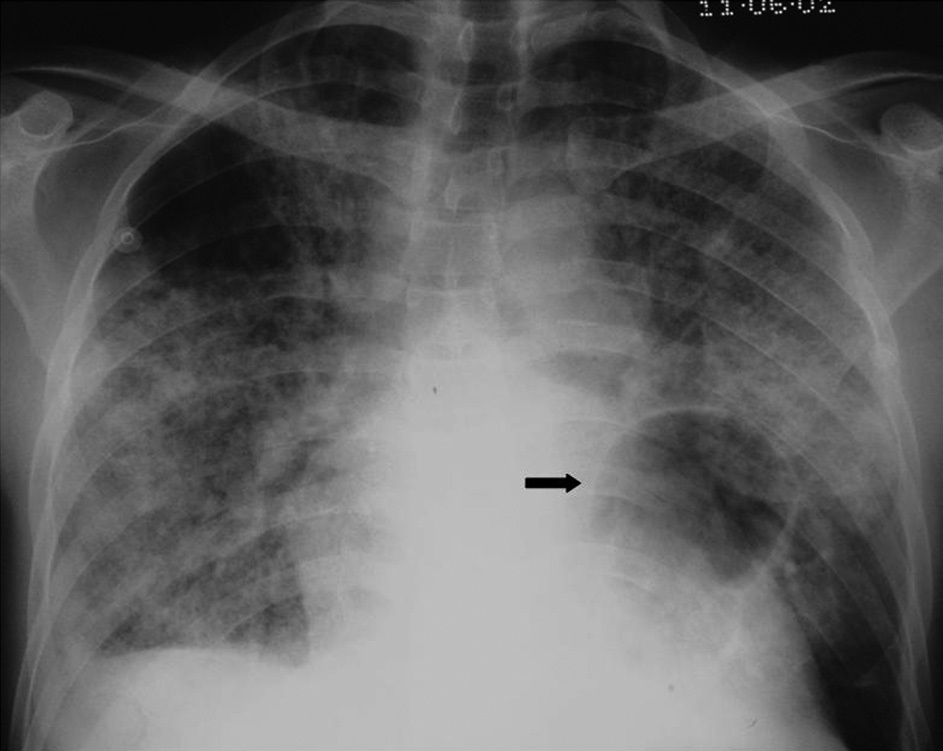
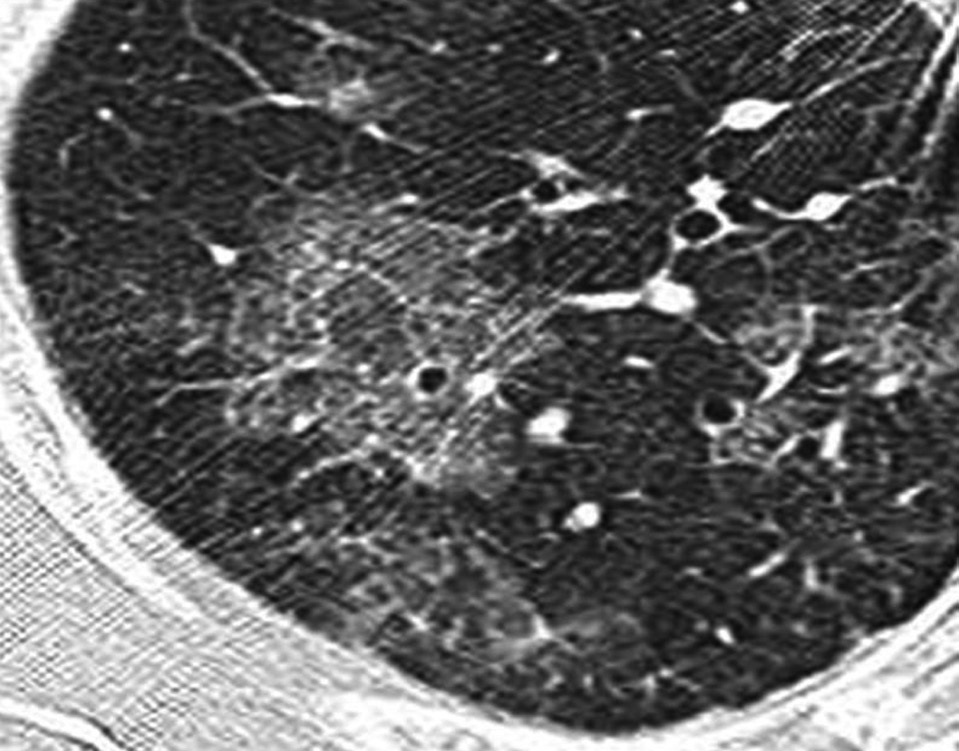

## أنظر أيضا
- ذات الرئة متعدد الفصوص